# 이브 맥비프

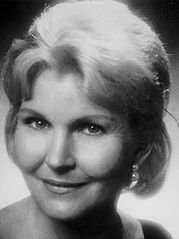

이브 맥비프(Eve McVeagh, 1919년 7월 15일 ~ 1997년 12월 10일)는 미국의 배우, 텔레비전 배우, 연극 배우, 영화배우이다.
신시내티에서 태어났으며 로스앤젤레스에서 사망하였다. 사인은 질병이다.

## 영화
- 여자를 쫓는 남자 (1985년)
- 달리는 사이먼 (1981년)
- 형사 맥밀란 (1971년)
- 진정한 해방 (1970년)
- 제12순찰대 (1968년)
- 쓰리 인 더 아틱 (1968년)
- 사건비화 (1967년)
- 서부로 가는 길 (1967년)
- 페리 메이슨 (1957년)
- 최후의 증인 (1955년)
- 하이 눈 (1952년) - 밀드레드 퓰러 역